# Aminata Sow Fall
Aminata Sow Fall (ur. 27 kwietnia 1941 w Saint-Louis) – senegalska pisarka tworząca w języku francuskim. Pionierka frankofońskiej literatury afrykańskiej.

## Życiorys
Urodziła się w północnosenegalskim mieście Saint-Louis, gdzie spędziła dzieciństwo. Po kilku latach nauki w miejscowym liceum Faidherbe, przeniosła się wraz ze swoją zamężną siostrą do Dakaru. Ukończyła tam liceum Van Vollenhovena. Naukę kontynuowała we Francji, uzyskując licencjat w dziedzinie literatury współczesnej. Podczas pobytu w Paryżu poznała Sambę Sowa, którego poślubiła w 1983. Wkrótce potem powróciła wraz z mężem do Senegalu i podjęła pracę nauczycielki. Od 1974 do 1979 pracowała w Komisji Reformy Narodowej (Commission Nationale de Réforme), zajmując się wprowadzeniem literatury afrykańskiej do francuskojęzycznego programu nauczania. W latach 1979–1988 pełniła funkcję dyrektora departamentu literatury i własności intelektualnej w Ministerstwie Kultury w Dakarze. W 1985 została przewodniczącą Stowarzyszenia Pisarzy Senegalskich jako pierwsza kobieta na tym stanowisku. W 1990 założyła oficynę wydawniczą – Éditions Khoudia.

## Wybrana twórczość
- Le Revenant (1976)
- La Grève des bàttu (1979)
- L'Appel des arènes(1982)
- Ex-père de la nation (1987)
- Douceurs du bercail (1998)
- Le jujubier du patriarche (1998)
- Sur le flanc gauche du Belem (opowiadanie), [w:] L'Odyssée atlantique (antologia – różni autorzy) (2002)
- Un grain de vie et d'espérance (2002)
- Festins de la détresse (2005)

## Odznaczenia i nagrody
- Kawaler Narodowego Orderu Lwa
- Kawaler Orderu Zasługi
- Kawaler Orderu Palm Akademickich (Senegal)
- Komandor Orderu Sztuki i Literatury (2012, Francja)
- Kawaler Orderu Plejady
- Grand prix littéraire d'Afrique noire za powieść La Grève des bàttu (1980)
- Prix International Alioune Diop z powieść L'Appel des arènes (1982)
- Doktorat honorowy Mount Holyoke College w Massachusetts (1997)[2]